# Innervillgraten
Innervillgraten é um município da Áustria, situado no distrito de Lienz, no estado do Tirol. Tem 87,79 km² de área e sua população em 2019 foi estimada em 925 habitantes.